# Le Verger
Le Verger is een gemeente in het Franse departement Ille-et-Vilaine (regio Bretagne). De plaats maakt deel uit van het arrondissement Rennes. Le Verger telde op 1 januari 2022 1.404 inwoners.

## Geografie
De oppervlakte van Le Verger bedroeg op 1 januari 2022 6,96 vierkante kilometer; de bevolkingsdichtheid was toen 201,7 inwoners per km².

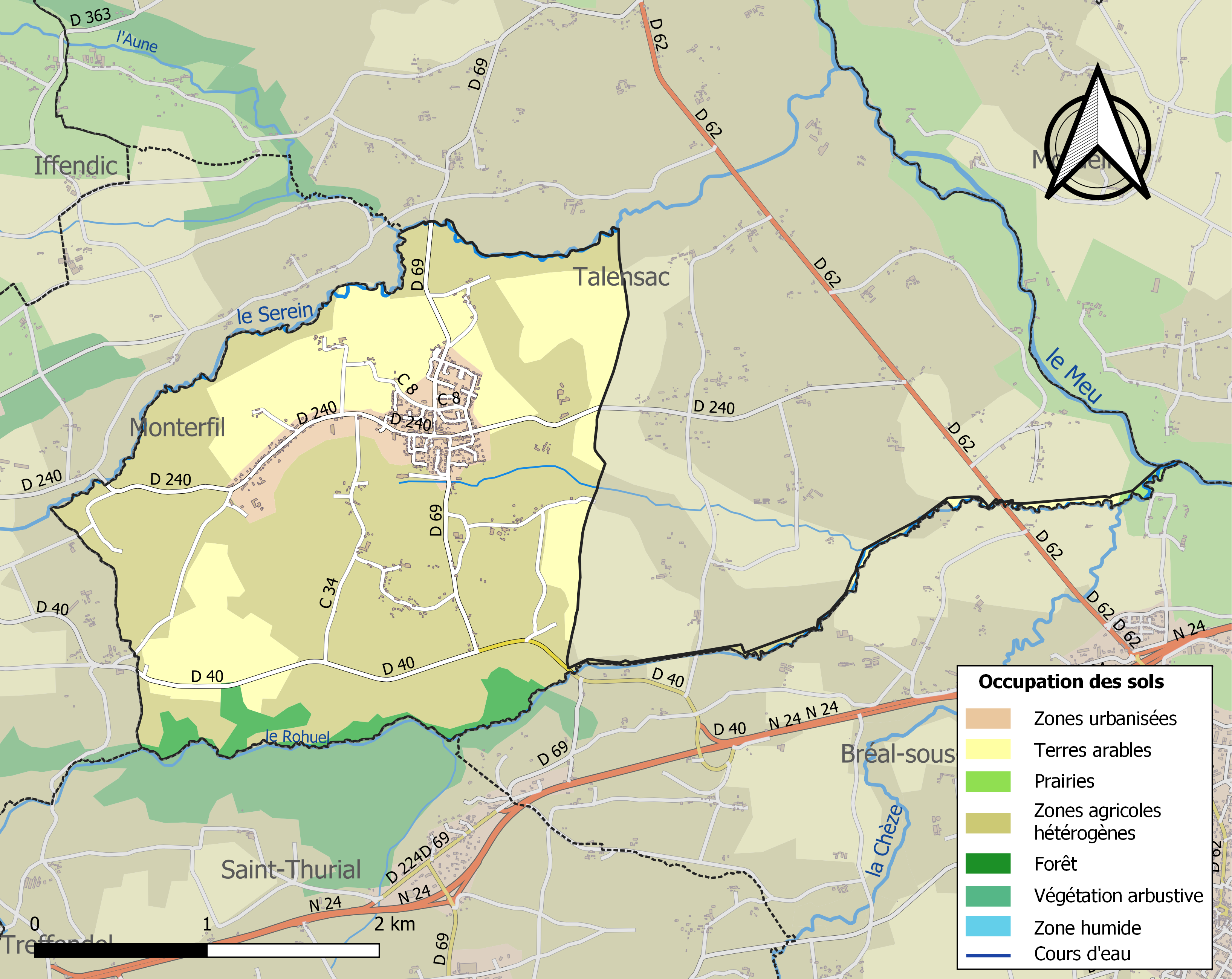
Kaart van de gemeente met belangrijkste infrastructuur, bodemgebruik en omliggende gemeenten

## Demografie
Onderstaande figuur toont het verloop van het inwonertal (bron: INSEE-tellingen).